# مختبر (فلم)
مختبر هو فيلم دراما تم إنتاجه في الولايات المتحدة وصدر في سنة 2015. الفيلم من إخراج مايكل ألميرادا من بطولة بيتر سارسجارد ووينونا رايدر.

## القصة
تدور قصة الفيلم في عام 1961، حيث يتناول حياة دكتور نفس أمريكي يقوم بإجراء مجموعة من التجارب العلمية التي تتعلق بالإخضاع والإذعان عن طريق استخدام الصدمات الكهربائية.

## الميزانية والإيرادات
حقق إيرادات تقدر بـ 128465 دولار.

## وصلات خارجية
- مقالات تستعمل روابط فنية بلا صلة مع ويكي بيانات